# Doroczna Nagroda Związku Kompozytorów Polskich
Doroczna Nagroda Związku Kompozytorów Polskich – nagroda przyznawana od 1949 roku przez Związek Kompozytorów Polskich.

## Laureaci
- 1949 – Piotr Perkowski
- 1950 – Tadeusz Ochlewski
- 1951 – Kazimierz Sikorski
- 1952 – Zofia Lissa
- 1953 – Stanisław Wiechowicz
- 1954 – Zygmunt Mycielski
- 1955 – Jadwiga i Marian Sobiescy
- 1956 – Artur Malawski
- 1957 – Zbigniew Turski
- 1958 – Bolesław Woytowicz
- 1959 – Witold Lutosławski
- 1960 – Grażyna Bacewicz
- 1961 – Bolesław Szabelski
- 1962 – Witold Rowicki
- 1963 – Tadeusz Szeligowski i Hieronim Feicht
- 1964 – Michał Spisak
- 1965 – Kazimierz Serocki
- 1966 – Tadeusz Baird
- 1967 – Bolesław Szabelski
- 1968 – Jan Krenz
- 1969 –  Andrzej Markowski
- 1970 – Henryk Mikołaj Górecki i Krzysztof Penderecki
- 1971 – Stanisław Wisłocki
- 1972 – Andrzej Dobrowolski i Alojzy Andrzej Łuczak
- 1973 – Witold Lutosławski i Mieczysław Tomaszewski
- 1974 – Józef Patkowski i Stefan Śledziński
- 1975 – Wojciech Kilar, Kazimierz Sikorski i Bohdan Wodiczko
- 1976 – Józef Michał Chomiński i Włodzimierz Kotoński
- 1977 – Bogusław Schaeffer i Karol Stryja
- 1978 – Stefan Jarociński i Stefania Woytowicz
- 1979 – Florian Dąbrowski i Andrzej Hiolski
- 1980 – Jerzy Artysz i Bolesław Woytowicz
- 1981 – Augustyn Bloch i Tadeusz Marek
- 1982 – Stefan Kisielewski i Jerzy Maksymiuk
- 1983 – Michał Bristiger i Marek Stachowski
- 1984 – Zbigniew Bujarski i Antoni Wit
- 1985 – Ludwik Erhardt i Tadeusz Paciorkiewicz
- 1986 – Jerzy Katlewicz i Andrzej Koszewski
- 1987 – Kornel Michałowski i Zygmunt Mycielski
- 1988 – Zofia Helman i Krystyna Moszumańska-Nazar
- 1989 – Zygmunt Krauze i Jan Stęszewski
- 1990 – Mirosław Perz i Kwartet Wilanowski
- 1991 – Zbigniew Rudziński i Tadeusz Strugała
- 1992 – Roman Maciejewski i Krzysztof Meyer
- 1993 – Szabolcs Esztényi i Paweł Szymański
- 1994 – Witold Szalonek i Kwartet Śląski
- 1995 – Romuald Twardowski i Zygmunt Szweykowski
- 1996 – Jan Krenz i Teresa Chylińska
- 1997 – Eugeniusz Knapik i Krzysztof Droba
- 1998 – Juliusz Łuciuk i Andrzej Chodkowski
- 1999 – Władysław Słowiński
- 2000 – Elżbieta Dziębowska i Andrzej Nikodemowicz
- 2001 – Ludwik Bielawski i Zbigniew Bargielski
- 2002 – Tadeusz A. Zieliński i Aleksander Lasoń
- 2003 – Krzysztof Knittel i Adam Walaciński
- 2004 – Irena Poniatowska i Grażyna Pstrokońska-Nawratil
- 2005 – Adam Sławiński, Rafał Augustyn, Alicja Matracka-Kościelny, Irina Nikolska, Marek Moś i Wojciech Michniewski
- 2006 – Zbigniew Bagiński i Alicja Jarzębska
- 2007 – ks. Karol Mrowiec, Elżbieta Szczepańska-Lange i Lidia Zielińska
- 2008 – Małgorzata Gąsiorowska i Tadeusz Wielecki
- 2009 – Elżbieta Chojnacka i Mieczysław Kominek
- 2010 – Magdalena Długosz, Jan Fotek i Barbara Przybyszewska-Jarmińska
- 2011 – Marta Ptaszyńska, Andrzej Rakowski i Zbigniew Skowron
- 2012 – Roman Berger, Cezary Duchnowski i Sławomira Żerańska-Kominek
- 2013 – Zofia Chechlińska i Elżbieta Sikora
- 2014 – Marta Szoka i Agata Zubel
- 2015 – Hanna Kulenty, Ryszard D. Golianek, Zbigniew Penherski i Alina Żórawska-Witkowska
- 2016 – Elżbieta Jasińska-Jędrosz i Paweł Mykietyn
- 2017 – Andrzej Tuchowski i Wojciech Ziemowit Zych
- 2018 – Krzysztof Baculewski i Leszek Polony
- 2019 – Stanisław Krupowicz i Teresa Malecka
- 2020 – nie przyznano
- 2021 – Regina Chłopicka i Aleksander Nowak
- 2022 – Jerzy Kornowicz i Dorota Kozińska
- 2023 – Marek Chołoniewski i Jerzy Stankiewicz
- 2024 – Marcel Chyrzyński, Katarzyna Dadak-Kozicka i Violetta Przech[1]
- 2025 – Szymon Bywalec, Paweł Hendrich, Małgorzata Woźna-Stankiewicz[2]